# Клејтон (Мисури)
Клејтон (енгл. Clayton) град је у америчкој савезној држави Мисури.

## Демографија
По попису из 2010. године број становника је 15.939, што је 3.114 (24,3%) становника више него 2000. године.
| Група             | 2000.          | 2010.          |
| Белци             | 10.740 (83,7%) | 12.060 (75,7%) |
| Афроамериканци    | 997 (7,8%)     | 1.305 (8,2%)   |
| Азијати           | 721 (5,6%)     | 1.722 (10,8%)  |
| Хиспаноамериканци | 191 (1,5%)     | 488 (3,1%)     |
| Укупно            | 12.825         | 15.939         |